# 金多夫
金多尔夫是德国莱茵兰-普法尔茨州的一个市镇。总面积6.57平方公里，总人口322人，其中男性156人，女性166人（2011年12月31日），人口密度49人/平方公里。